# Phytomyza leucanthemi
Phytomyza leucanthemi är en tvåvingeart som beskrevs av Erich Martin Hering 1935. Phytomyza leucanthemi ingår i släktet Phytomyza och familjen minerarflugor.
Artens utbredningsområde är Tyskland. Arten är reproducerande i Sverige. Inga underarter finns listade i Catalogue of Life.